# Jacobus Sylvius
Jacobus Sylvius (Lœuilly, perto de Amiens, 1478 — Paris, 14 de Janeiro de 1555) foi médico e anatomista francês. Filho de um revolucionário, Sylvius estudou grego com Jerônimo de Esparta e João Láscaris (1445-1534), hebraico com François Vatable (1547) e matemática com Jacques Lefèvre d'Étaples (1455-1536), tornando-se pouco a pouco figura de renome dentro do movimento humanístico em Paris, onde ele se notabilizou pelo excelente domínio de suas disciplinas. Duboi foi autor do primeiro livro de gramática da língua francesa a ser publicado na França. O livro dava uma introdução à língua francesa, com gramática em latim e francês, baseada nos autores clássicos, e foi publicado em Paris, em 1531. Um ano depois, essa obra era publicada em Londres por John Palsgrave (1484-1554).
Dubois foi conhecido pela sua eloquência e trabalho árduo. Em Paris, ele estudou idiomas e matemática, porém, sentindo que os estudos não compensavam suas metas, abandonou a erudição pela medicina. Adquiriu conhecimentos de anatomia graças Jean Tagault, médico famosos e deão da Faculdade de Medicina de Paris. Durante o período que estudou com Tagault, Sylvius iniciou sua carreira de professor, com um curso onde explicava os trabalhos de Hipócrates e Galeno. Eram aulas de anatomia ensinadas no Colégio de Tréguier.
O sucesso de suas aulas cresceu tanto que a faculdade da Universidade de Paris reclamou o fato de ele não haver ainda obtido seu grau universitário. Por este motivo, Sylvius foi para Montpellier, onde, em novembro de 1529, ele recebeu seu grau de medicina com a idade de 51 anos.  Retornando a Paris, foi novamente impedido pela faculdade, que alegou que o anatomista deveria conseguir um diploma de bacharel antes de retornar às suas aulas. No dia 28 de junho de 1531 Sylvius obteve o grau de Bacharelado, tendo podido reiniciar seu curso de anatomia. Em 1550, o cirurgião Vidus Vidius (1509-1569) partiu para a Itália, e ele foi apontado, por Henrique II de Valois, para substituí-lo como Professor de Cirurgia do novo Colégio Real da França.
Sylvius foi admirador de Galeno. e interpretava os escritos de anatomia e fisiologia desse autor ao invés de oferecer demonstrações da matéria. Morreu em Paris, no dia 14 de janeiro de 1555. Andreas Vesalius foi seu aluno.

## Obras
- Jacobi Sylvii Ambiani In linguam gallicam isagōge, una cum eiusdem Grammatica latino-gallica, ex hebræis, græcis et latinis authoribus, R. Estienne, Paris, 1531.
- In Hippocratis et Galeni Physiologiae partem anatomicam isagoge, per Jacobum Sylvium Medicum, Christian Wechel, Jacob Gasell, 1541 ; Ægidium Gorbinum, Paris, 1561.
- In Hippocratis et Galeni Physiologiae partem anatomicam isagoge, per Jacobum Sylvium Medicum, Christian Wechel, Jacob Gasell, 1541 ; Ægidium Gorbinum, Paris, 1561.
- De Medicamentorum Simplicum delectu, praeparationibus, mistionis modo, libri tres, Tornaesium, Londres, 1548.
- Methodus medicamenta componendi, ex simplicibus iudicio summo delectis, et arte certa paratis, quatuor libris distributa, autore D. Iacobo Sylvio medico - 1548
- Morborum internorum prope omnium curatio: brevi methodo comprehensa, ex ... - 1548
- De re medica Libri III - 1550
- Commentarius in Claudii Galeni duos libros de differentiis febrium - 1555
- De febribus commentarius - 1555
- De mensibus mulierum ... commentarius - 1556
- Ordo et ordinis ratio in legendis Hippocratis et Galeni libris, per Jacobum Sylvium Medicum, Ægidium Gorbinum, Paris, 1561.
- Opera quae extant omnia - 1561
- Pharmacopoeia seu de medicamentorum simplicioum delectu, praeparationibus, mistionis modo libri tres : cum indice .... Gul. Rovillius, Lugduni 1565
- De Re Medica - 1566
- De studiosorum ... tuenda valetudine libri II - 1574
- Thesaurus sanitatis paratu facile - 1577
- De Formandis Medicinae Studiis Et Schola Medica Constituenda Enchyridion ... - 1607
- La pharmacopee de Me. Iacques Sylvius, divisee en trois livres : dont le I. traite de la maniere de bien choisir les simples. Le II. de les preparer. Le III. de faite les compositiones. - Paris : Remy Dallain, 1625.
- La Pharmacopée de Me Jacques Sylvius,... traduite en françois par Me André ... - 1625
- Iacobi Sylvii Ambiani medici et professoris regii parisiensis Opera medica: iam demum in sex partes digesta, castigata & indicibus necessariis instructa - 1630